# Thiozon
Thiozon, công thức hoá học S3, là một dạng thù hình ít gặp của lưu huỳnh.

## Tính chất
Là khí màu đỏ cam, nó bao gồm khoảng 10% lưu huỳnh hóa hơi ở 713 K (440 °C; 824 °F) và 1.333 Pa (10,00 mmHg; 0,1933 psi). Nó đã được quan sát thấy ở nhiệt độ đông lạnh như một chất rắn. Trong điều kiện bình thường, nó chuyển đổi thành lưu huỳnh phân tử theo phương trình hoá học sau:
| 8{\displaystyle {\ce {->}}} 3 |
| ----------------------------- |